# Ostrožská Nová Ves
Ostrožská Nová Ves är en ort i Tjeckien.   Den ligger i distriktet Okres Uherské Hradiště och regionen Zlín, i den östra delen av landet, 250 km sydost om huvudstaden Prag. Ostrožská Nová Ves ligger 181 meter över havet och antalet invånare är 3 360.
Terrängen runt Ostrožská Nová Ves är platt. Runt Ostrožská Nová Ves är det ganska tätbefolkat, med 207 invånare per kvadratkilometer. Närmaste större samhälle är Veselí nad Moravou, 7,1 km sydväst om Ostrožská Nová Ves. Trakten runt Ostrožská Nová Ves består till största delen av jordbruksmark.